# Chaleur et Poussière
Pour plus de détails, voir Fiche technique et Distribution.
Chaleur et Poussière (Heat and Dust) est un film anglo-indien réalisé par James Ivory en 1983.
Il s'agit de l'adaptation du roman Heat and Dust (1975) de l'auteure britannique Ruth Prawer Jhabvala, qui signe également le scénario du film.

## Synopsis
Les destins croisés d'Olivia Rivers et d'Anne, sa petite-nièce : la première, épouse d'un fonctionnaire en poste à Sitapur, aux Indes britanniques, dans les années 1920, deviendra la maîtresse du Nawar local ; la seconde, après une désillusion amoureuse, quitte son emploi à Londres en 1982 et part en Inde, à Sitapur, sur les traces de sa grand-tante, après avoir rencontré un survivant de cette première époque, Harry Hamilton-Paul.

## Fiche technique
- Titre : Chaleur et Poussière
- Titre original : Heat and Dust
- Scénario : Ruth Prawer Jhabvala, d'après son roman Heat and Dust
- Photographie : Walter Lassally
- Musique : Richard Robbins
- Directeur musical associé : Zakir Hussain
- Décors : Wilfred Shingleton
- Direction artistique : Maurice Fowler et Ram Yadekar
- Costumes : Barbara Lane
- Montage : Humphrey Dixon
- Producteur : Ismail Merchant, pour la Merchant Ivory Productions
- Genre : Drame et romance
- Format : Couleurs - 130 min
- Dates de sorties :  Royaume-Uni : Janvier 1983 /  France : 24 août 1983

## Distribution
- Dans les années 1920 :
  - Christopher Cazenove : Douglas Rivers, assistant-collecteur
  - Greta Scacchi : Olivia Rivers, son épouse
  - Julian Glover : Crawford, le collecteur du district
  - Susan Fleetwood : Mme Crawford, la "Burra Memsahib"
  - Patrick Godfrey : Saunders, l'officier-médecin
  - Jennifer Kendal : Mme Saunders
  - Nickolas Grace : Harry Hamilton-Paul (et en 1982, âgé)
  - Barry Foster : Le Major Minnies, agent politique
  - Shashi Kapoor : Le Nawab de Khamt
  - Madhur Jaffrey : La Bégum Mussarat Jahan, sa mère
- En 1982 :
  - Julie Christie : Anne
  - Zakir Hussain : Inder Lal, le logeur d'Anne
  - Ratna Pathak : Ritu, son épouse
  - Tarla Mehta : La mère d'Inder Lal
  - Charles McCaughan : Chid

- Reste de la distribution :
  - Sajid Khan : Le Chef Dacoit
  - Amanda Walker (en) : Lady Mackleworth
  - Parveen Paul : Maji
  - Jayant Kripalani : Le docteur Gopal
  - Sudha Chopra : Une princesse
  - Leelabai : Leelavati
  - Daniel Chatto : Un invité de la Party
  - Et Geoff Heinrich, Ishak Khan, Bobby Bedi, Baba Ghaus

## Autour du film
- Pour le premier grand rôle de sa carrière, Greta Scacchi a été choisie à peine une semaine avant le tournage.
- Afin d'être disponible pour ce film, Julie Christie dut renoncer à un rôle fort bien payé sur Le Verdict (1982) de Sidney Lumet qui revint finalement à Charlotte Rampling.